# Oxytate concolor
Oxytate concolor là một loài nhện trong họ Thomisidae.
Loài này thuộc chi Oxytate. Oxytate concolor được Lodovico di Caporiacco miêu tả năm 1947.